# Wapen van Vlagtwedde

Wapen van Vlagtwedde

Het wapen van de Nederlandse gemeente Vlagtwedde werd op 11 december 1937 bij koninklijk besluit verleend. Vanaf 2018 is het wapen niet langer als gemeentewapen in gebruik omdat de gemeente Vlagtwedde in de nieuwe gemeente Westerwolde op is gegaan.
De gemeente Vlagtwedde is op 1 januari 1822 ontstaan na het samenvoegen van de gemeenten Vlagtwedde en Bourtange. Het wapen bestaat uit twee elementen. De korenschoof is afkomstig van het wapen van het voormalige landschap Westerwolde, het kanon symboliseert de vesting Bourtange. Bij de toevoeging van Hebrecht aan de gemeente in 1968 is het wapen ongewijzigd gebleven.

## Blazoen
De beschrijving van het wapen luidt:
In azuur een korenschoof van goud, gebonden van hetzelfde en geplaatst op een gouden grond, en een schildhoofd van goud beladen met een 17e-eeuwsch kanon van sabel. Het schild gedekt met een gouden kroon van 3 bladeren en 2 paarlen.

## Verwant wapen

Wapen van het waterschap Westerwolde

Adorp
· Aduard
· Appingedam
· Baflo
· Bedum
· Beerta
· Bellingwedde
· Bellingwolde
· Bierum
· De Marne
· Delfzijl 
· Eemsmond
· Eenrum
· Ezinge
· Finsterwolde
· Grijpskerk
· Grootegast
· Haren
· Hefshuizen
· Hoogezand
· Hoogezand-Sappemeer
· Hoogkerk
· Kantens
· Kloosterburen
· Leek
· Leens
· Loppersum
· Marum
· Meeden
· Menterwolde
· Middelstum
· Midwolda
· Muntendam
· Nieuweschans
· Nieuwe Pekela
· Nieuwolda
· Noordbroek
· Noorddijk
· Oldehove
· Oldekerk
· Onstwedde
· Oosterbroek
· Oude Pekela
· Reiderland
· Sappemeer
· Scheemda
· Slochteren
· Stedum
· Ten Boer
· Termunten
· Uithuizen
· Uithuizermeeden
· Ulrum
· Usquert
· Vlagtwedde
· Warffum
· Wedde
· Wildervank
· Winschoten
· Winsum
· 't Zandt
· Zuidbroek
· Zuidhorn